# Nichelio (sommergibile)
Il Nichelio è stato un sommergibile della Regia Marina che dopo avere operato nel corso della seconda guerra mondiale che al termine del conflitto in base alle clausole del trattato di pace è stato ceduto all'Unione Sovietica.

## Costruzione
La costruzione del battello che faceva parte della Classe 600 serie Platino è avvenuta a La Spezia negli stabilimenti OTO di Muggiano; realizzato nel periodo bellico, il battello è stato impostato sugli scali il 1º luglio 1941, varato il 12 aprile 1942 e consegnato il 30 luglio successivo.

## Attività bellica
Dopo l'entrata in servizio fu stanziato nella base siciliana di Augusta.
Iniziò la sua prima missione di guerra il 28 settembre 1942, quando fu inviato al largo di Capo Carbon; l'11 ottobre individuò due corvette, ma non le poté attaccare.
Il 17 gennaio 1943, mentre navigava in emersione, fu oggetto di un attacco aereo, ma riuscì a colpire il velivolo attaccante e ad obbligarlo alla ritirata.
Nel luglio 1943, al comando del tenente di vascello Claudio Celli, fu mandato a meridione dello stretto di Messina a contrasto dello sbarco alleato in Sicilia. Tentò più volte di attaccare unità avversarie, ma sempre infruttuosamente, per l'eccessiva distanza delle navi o per la loro reazione. Il 14 luglio, assalito da alcune motosiluranti, si allontanò reagendo al contempo con il proprio cannone: fu centrata, ed affondata, la motocannoniera MGB 641.
Si spostò poi al largo di Capo Passero e, all'una del pomeriggio del 19 luglio, avvistò un trasporto stimato da circa 8000 tonnellate di stazza lorda, che procedeva sotto la scorta di due corvette. Il Nichelio si avvicinò sino a circa 1000 metri e lanciò due siluri, uno dei quali, però, non partì per un guasto. L'altra arma, per quanto fu possibile vedere, centrò il piroscafo, che si appoppò, apparendo in agonia; il Nichelio dovette però ripiegare per eludere la caccia delle due corvette. Non sono mai giunte conferme di danneggiamenti, né tanto meno di affondamenti.
In questo periodo il sommergibile ebbe base a Crotone.
Il 7 settembre 1943, nell'ambito del Piano «Zeta» di contrasto all'ormai prossimo sbarco alleato a Salerno, fu inviato in agguato (così come altri dieci sommergibili) nel Tirreno meridionale, tra il Golfo di Gaeta ed il Golfo di Paola.
In seguito all'annuncio dell'armistizio diresse – scortata da motosiluranti britanniche – per Bona, ove avrebbe dovuto consegnarsi agli Alleati; in realtà si portò a Salerno. Si spostò poi a Palermo, da dove partì il 20 settembre 1943, insieme a cinque altri sommergibili e a svariate unità navali, per portarsi a Malta.
Il 6 ottobre 1943 lasciò l'isola insieme a varie altre unità (6 sommergibili, due torpediniere, un cacciatorpediniere e due unità ausiliarie) per rientrare in Italia.
Nel corso della cobelligeranza fu impiegato per il trasporto e lo sbarco di incursori, svolgendo sette missioni di questo tipo (una al comando di Celli, una al comando del tenente di vascello Gaspare Cavallina e cinque al comando del parigrado Ugo Esmenard). Le prime tre missioni si svolsero nell'Adriatico centro-settentrionale; la quarta consisté nello sbarco di sabotatori in Istria e le tre finali si svolsero a Zante e Cefalonia. Nel corso di una di queste missioni, il 29 novembre 1943, il Nichelio fu attaccato da una motosilurante tedesca con il lancio di un siluro, che fu evitato. In alcune missioni fu avvistato da navi tedesche di vigilanza, ma riuscì sempre a portare a termine il proprio compito.
Fu impiegato anche per esercitazioni antisommergibile inglesi.
Durante il conflitto prese parte a 19 missioni, percorrendo 9649 miglia in superficie e 2133 in immersione, per un totale di 120 giorni di navigazione percorrendo in media giornalmente 98.18 miglia in superficie e 4.90 in immersione..

## Il trattato di pace e la cessione all'Unione Sovietica
Al termine del conflitto, il base alle clausole del trattato di pace il battello venne assegnato all'Unione Sovietica, che ottenne una cospicua copia di naviglio, radiato il 1º febbraio 1948 in attesa della consegna ai sovietici che avvenne nel febbraio dell'anno successivo a Valona. Per tutte le navi assegnate ai sovietici la consegna sarebbe dovuta avvenire nel porto di Odessa, ad eccezione della corazzata Giulio Cesare e dei due sommergibili Nichelio e Marea, la cui consegna era prevista nel porto albanese di Valona, in quanto la Convenzione di Montreux non consentiva il passaggio attraverso i Dardanelli di navi da battaglia e sommergibili appartenenti a stati privi di sbocchi sul Mar Nero. Le tre unità raggiunsero Valona dove avvenne il trasferimento temporaneo alla commissione sovietica, guidata dal contrammiraglio Levčenko, dove il 6 febbraio 1949 venne formalizzata la cessione della corazzata e il giorno seguente 7 febbraio, venne formalizzata anche la cessione dei due sommergibili.
Il battello, che aveva raggiunto Valona con la sigla provvisoria Z 14, venne rinominato TS-4; successivamente, partito verso la sua nuova base di Sevastopol' il 15 febbraio insieme a Marea (Z 13) e Cesare (Z 11), raggiunse il 26 febbraio la sua destinazione, dove all'arrivo venne prima rinominato T-41 e poi a partire dal 16 giugno 1949 S-41, prestando servizio per la Marina sovietica sino al 1960, anno che ne segnò la radiazione e successivamente la demolizione.